# King Biscuit Flower Hour Presents Kansas
King Biscuit Flower Hour Presents Kansas es el tercer álbum en vivo de la banda estadounidense de rock progresivo Kansas y fue publicado en 1998 por la disquera King Biscuit Entertainment.  En 2003 fue re-lanzado con una nueva portada y bajo el nombre de Greatest Hits Live por la misma compañía.
Este disco en directo fue grabado durante la gira de In the Spirit of Things el 14 de febrero de 1988 en el Tower Theatre de la ciudad de Filadelfia, Pensilvania, EE. UU. Después de esta presentación, el guitarrista Steve Morse abandonó la banda.

## Versiones
La portada de la versión europea de King Biscuit Flower Hour Presents Kansas es diferente a la edición estadounidense, pues en la primera se muestra la cabeza de un hombre, en la cual se ilustra un barco y líneas imaginarias dentro de la misma.  En la versión norteamericana se puede observar al mismo sujeto que está mirando a la misma embarcación, pero la nave se encuentra adentro de una bola de cristal y a un lado se ven unas nubes. La portada de la edición japonesa es igual a la estadounidense.

## Lista de canciones
| Side one |                           |                                                                                         |          |  |
| N.º      | Título                    | Escritor(es)                                                                            | Duración |  |
| 1.       | «Magnum Opus»             | Steve Walsh / Kerry Livgren / Robby Steinhardt / Rich Williams / Dave Hope / Phil Ehart | 2:12     |  |
| 2.       | «One Big Sky»             | Walsh / Ehart / Bob Ezrin                                                               | 6:11     |  |
| 3.       | «Paradox»                 | Walsh / Livgren                                                                         | 4:11     |  |
| 4.       | «Point of Know Return»    | Walsh / Steinhardt / Ehart                                                              | 5:16     |  |
| 5.       | «The Wall»                | Walsh / Livgren                                                                         | 6:04     |  |
| 6.       | «All I Wanted»            | Livgren / Morse                                                                         | 5:29     |  |
| 7.       | «T.O. Witcher»            | Walsh / Morse                                                                           | 1:42     |  |
| 8.       | «Dust in the Wind»        | Kerry Livgren                                                                           | 4:27     |  |
| 9.       | «Miracles Out of Nowhere» | Kerry Livgren                                                                           | 6:47     |  |
| 10.      | «The Preacher»            | Walsh / Morse                                                                           | 4:57     |  |
| 11.      | «House on Fire»           | Walsh / Ehart / Morse / Ezrin                                                           | 12:12    |  |
| 12.      | «Carry On Wayward Son»    | Kerry Livgren                                                                           | 6:26     |  |

## Créditos

### Kansas
- Steve Walsh — voz y teclados
- Steve Morse — guitarra
- Rich Williams — guitarra
- Billy Greer — bajo
- Phil Ehart — batería
- Greg Robert — teclados

### Producción
- Kevin T. Cain — productor ejecutivo
- Len Handler — productor ejecutivo
- Steve Ship — productor ejecutivo
- Tom Volpicelli — ingeniero de sonido
- Joe Mattis — mezclador
- Dixon Van Winkle — masterizador
- Keith Alan Morris — diseñador e ilustrador
- Henry Diltz — fotógrafo
- Paul Natkin — fotógrafo
- Bruce Pilato — notas
- Todd K. Smith — notas